# La Reine dans le palais des courants d'air
Pour un article plus général, voir Millénium.
La Reine dans le palais des courants d'air (titre original : Luftslottet som sprängdes) est le troisième tome de la trilogie Millénium, écrite par le Suédois Stieg Larsson et paru en 2005.
Le roman est traduit en français et publié chez Actes Sud en 2007.
Le titre original se traduit littéralement par « Le château d'air qui explosait ». Luftslott (« château d'air ») est utilisé en suédois pour désigner une chimère, un rêve qui ne peut pas se réaliser.

## Résumé
L'intrigue débute quelques heures après la fin de La Fille qui rêvait d'un bidon d'essence et d'une allumette.
Tandis que Lisbeth Salander est en convalescence à l'hôpital, Mikael Blomkvist poursuit l'enquête pour savoir qui, dans les services de l'État, a cherché à nuire à Lisbeth Salander et dans quel but. Avec l'existence d'Alexander Zalachenko sur le point d'être révélée, la Section, l'unité occulte de la SÄPO qui a protégé le criminel russe et organisé l'internement de Salander, décide de rappeler ses anciens membres pour s'occuper de l’affaire et assurer leur existence secrète.

## Éditions françaises

### Édition imprimée originale
- Stieg Larsson (trad. du suédois par Lena Grumbach et Marc de Gouvenain), La Reine dans le palais des courants d'air [« Luftslottet som sprängdes »], Arles, éd. Actes Sud, coll. « Actes noirs », 29 août 2007, 710 p., 24 cm (ISBN 978-2-7427-7031-1, BNF 41103583)

### Livre audio
- Stieg Larsson (trad. du suédois par Lena Grumbach et Marc de Gouvenain), La Reine dans le palais des courants d'air [« Luftslottet som sprängdes »], Paris, éd. Audiolib, 15 octobre 2008 (ISBN 978-2-35641-035-1, BNF 41348827)Texte intégral ; narrateur : Emmanuel Dekoninck ; support : 2 disques compacts audio MP3 ; durée : 23 h 21 min environ ; référence éditeur : Audiolib 25 0036 1.

### Édition en gros caractères
- Stieg Larsson (trad. du suédois par Lena Grumbach et Marc de Gouvenain), La Reine dans le palais des courants d'air [« Luftslottet som sprängdes »], Cergy, éd. À vue d'œil, coll. « 16-17 : suspense », 25 mai 2009, 1110 p., 24 cm (ISBN 978-2-84666-482-0, BNF 42000791)Édition présentée en deux volumes indissociables.

### Édition au format de poche
- Stieg Larsson (trad. du suédois par Lena Grumbach et Marc de Gouvenain), La Reine dans le palais des courants d'air [« Luftslottet som sprängdes »], Arles ; Montréal, éd. Actes Sud et éd. Leméac, coll. « Babel noir » (no 72), 2 janvier 2013, 867 p., 18 cm (ISBN 978-2-330-01442-1 et 978-2-7609-0854-3, BNF 43805748)Co-édition franco-canadienne.

## Adaptations

### Au cinéma
En 2010, le roman a été adapté au cinéma par Daniel Alfredson dans Millénium 3 : La Reine dans le palais des courants d'air.

### En bande dessinée
- Stieg Larsson (auteur adapté), Runberg (scénario) et Homs (dessins), La Reine dans le palais des courants d'air : première partie, Marcinelle ; Paris, éd. Dupuis, 27 mars 2015, 64 p., 32 cm (ISBN 978-2-8001-6322-2)Série « Millénium » no 5. La parution de la deuxième partie est prévue pour l'automne 2015.